# تكريم شيفرون للحرس القديم
تكريم شيفرون للحرس القديم ( (بالألمانية: Ehrenwinkel der محارب قديم (نازية))‏ كان زخرفة الحزب النازي التي يرتديها أعضاء شوتزشتافل. أذن أدولف هتلر بشارة شيفرون الفضية، التي كان يرتديها في الجزء العلوي على الذراع الأيمن، في فبراير 1934. يحق لجميع أعضاء الإس إس الذين انضموا إلىألجيماينه إس إس أو الحزب النازي أو أي منظمة حزبية أخرى قبل 30 يناير 1933 ارتداء الشارة. 
بعد أنشلوس في النمسا، أذن الحزب النازي بإمكانية ارتداء الجائزة من قبل جميع النمساويين الذين انضموا إلى حزب العمال الوطني الاشتراكي النمساوي (DNSAP) قبل 18 فبراير 1938. تم تمديد التأهيل في وقت لاحق ليشمل أي من أفراد قوات الأمن الخاصة الذين كانوا أعضاء سابقين في أجهزة الأمن النازية، و شرطة النظام والفيرماخت، إذا استوفوا بعض الشروط. 